# Tambacu
Tambacu é um peixe híbrido entre tambaqui (Colossoma macropomum) e pacu-caranha (Piaractus mesopotamicus). Foi criado para combinar o maior crescimento do tambaqui e a resistência ao frio do pacu. Usa-se ovas de tambaqui e sêmen de pacu em reprodução artificial.